# 끽다점

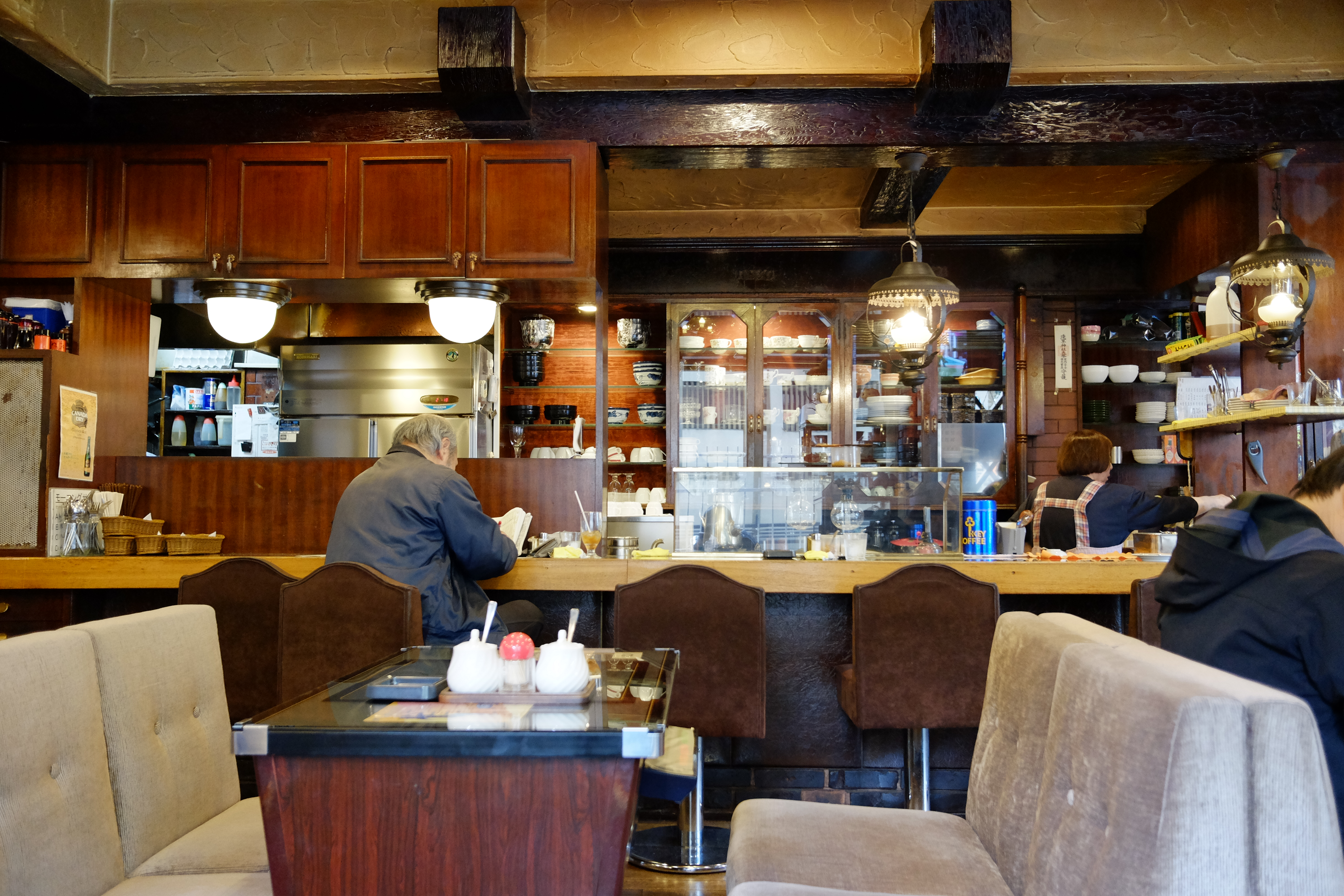

끽다점(일본어: 喫茶店 킷사텐[*])이란 원래 찻집, 다방이라는 뜻이다. 다만 일본에서 끽다점이라고 하면 카페 등과는 구분되는, 쇼와시대에 그 문화적 원형을 두는 특유의 휴게음식점을 말한다. 차나 커피와 함께 각종 디저트, 가벼운 경양식을 제공한다.
일본에서 카페(カフェ)라고 하면 서양풍이고, 다관(茶館)이라고 하면 중국풍이다. 일본 전근대 전통의 것은 차야(茶屋)라고 한다. 끽다점이라고 하면 이러한 것들과는 구분되는 특유의 분위기가 있다.

## 같이 보기
- 만화 카페
- 코스프레계 음식점